# 이스턴 사이드킥
이스턴 사이드킥(Eastern Sidekick)은 대한민국의 록 밴드이다.
개러지 록 특유의 거친 사운드와 한국 특유의 서정적멜로디를 가미한듯한 음악을 했던 밴드다.
2016년5월 마지막 공연을 끝으로 해체했다

## 구성원
- 오주환 - 보컬, 기타
- 고한결 - 기타
- 류인혁 - 기타
- 배상환 - 베이스
- 박근창 - 드럼

### 이전 구성원
- 김대영
- 정진태
- 고명철

## 음반 목록

### 싱글
- 《흑백만화도시》 - 2010년 8월 18일

### EP
- 《이스턴 사이드킥 Second EP Album》 - 2011년 7월 21일
- 《추월차로》 - 2013년 9월 11일

### 정규
- 《The First》 - 2012년 8월 17일
- 《굴절률》 - 2015년 10월 29일

## 수상
- 2011년 11월 EBS 스페이스 공감 2011 올해의 헬로루키 인기상
- 2011년 9월 제1회 올레뮤직 인디 어워드 이달의 루키
- 2011년 7월 EBS 스페이스 공감 7월의 헬로루키